# Perdita obscuripennis
Perdita obscuripennis är en biart som beskrevs av Timberlake 1954. Perdita obscuripennis ingår i släktet Perdita och familjen grävbin. Inga underarter finns listade i Catalogue of Life.